# Potenza Calcio 1988-1989
Questa pagina raccoglie le informazioni riguardanti il Potenza Calcio nelle competizioni ufficiali della stagione 1988-1989.

## Rosa
| N. |                   | Ruolo | Calciatore         |
| -- | ----------------- | ----- | ------------------ |
|    | Italia (bandiera) | C     | Massimo Esposito   |
|    | Italia (bandiera) | A     | Borneo             |
|    | Italia (bandiera) | C     | Giovanni Calogiuri |
|    | Italia (bandiera) | A     | Stefano Cardillo   |
|    | Italia (bandiera) | P     | Giuseppe Catalano  |
|    | Italia (bandiera) |       | Cirigliano         |
|    | Italia (bandiera) | C     | Giuseppe Crafa     |
|    | Italia (bandiera) | D     | Gaetano De Florio  |
|    | Italia (bandiera) | C     | Roberto D'Ermilio  |
|    | Italia (bandiera) | D     | Riccardo Di Bari   |
|    | Italia (bandiera) | D     | Paolo Falasconi    |
|    | Italia (bandiera) | C     | Egidio Fiatamone   |

| N. |                   | Ruolo | Calciatore         |
| -- | ----------------- | ----- | ------------------ |
|    | Italia (bandiera) | C     | Giuseppe Greco     |
|    | Italia (bandiera) | D     | Riccardo Laurenti  |
|    | Italia (bandiera) |       | Lo Re              |
|    | Italia (bandiera) | D     | Andrea Maggiotto   |
|    | Italia (bandiera) | D     | Marcello Marrocco  |
|    | Italia (bandiera) | C     | Franco Merafina    |
|    | Italia (bandiera) | A     | Antonio Petrella   |
|    | Italia (bandiera) | D     | Francesco Sante    |
|    | Italia (bandiera) | C     | Donato Stasi       |
|    | Italia (bandiera) | P     | Vito Stenta        |
|    | Italia (bandiera) | D     | Alessandro Tomasso |
|    | Italia (bandiera) | D     | Maurizio Venturini |

## Risultati

### Campionato

#### Girone di andata
| 11 settembre 1988 1ª giornata | Potenza | 1 – 0 | Fasano |  |

| 18 settembre 1988 2ª giornata | Lanciano | 1 – 0 | Potenza |  |

| 25 settembre 1988 3ª giornata | Potenza | 1 – 0 | San Marino |  |

| 2 ottobre 1988 4ª giornata | Civitanovese | 0 – 1 | Potenza |  |

| 9 ottobre 1988 5ª giornata | Potenza | 1 – 0 | Fano |  |

| 16 ottobre 1988 6ª giornata | Teramo | 2 – 1 | Potenza |  |

| 23 ottobre 1988 7ª giornata | Potenza | 2 – 1 | Giulianova |  |

| 30 ottobre 1988 8ª giornata | Potenza | 1 – 1 | Ternana |  |

| 6 novembre 1988 9ª giornata | Jesi | 2 – 0 | Potenza |  |

| 13 novembre 1988 10ª giornata | Martina | 3 – 0 | Potenza |  |

| 20 novembre 1988 11ª giornata | Potenza | 2 – 2 | Bisceglie |  |

| 27 novembre 1988 12ª giornata | Fidelis Andria | 2 – 0 | Potenza |  |

| 4 dicembre 1988 13ª giornata | Potenza | 0 – 2 | Chieti |  |

| 11 dicembre 1988 14ª giornata | Gubbio | 2 – 0 | Potenza |  |

| 18 dicembre 1988 15ª giornata | Potenza | 0 – 0 | Celano |  |

| 31 dicembre 1988 16ª giornata | Riccione | 1 – 0 | Potenza |  |

| 8 gennaio 1989 17ª giornata | Potenza | 0 – 3 | Trani |  |

#### Girone di ritorno
| 15 gennaio 1989 18ª giornata | Fasano | 0 – 0 | Potenza |  |

| 22 gennaio 1989 19ª giornata | Potenza | 0 – 0 | Lanciano |  |

| 5 febbraio 1989 20ª giornata | San Marino | 1 – 1 | Potenza |  |

| 12 febbraio 1989 21ª giornata | Potenza | 0 – 0 | Civitanovese |  |

| 19 febbraio 1989 22ª giornata | Fano | 0 – 0 | Potenza |  |

| 5 marzo 1989 23ª giornata | Potenza | 2 – 2 | Teramo |  |

| 12 marzo 1989 24ª giornata | Giulianova | 0 – 1 | Potenza |  |

| 19 marzo 1989 25ª giornata | Ternana | 2 – 1 | Potenza |  |

| 25 marzo 1989 26ª giornata | Potenza | 0 – 0 | Jesi |  |

| 9 aprile 1989 27ª giornata | Potenza | 1 – 1 | Martina |  |

| 16 aprile 1989 28ª giornata | Bisceglie | 1 – 0 | Potenza |  |

| 23 aprile 1989 29ª giornata | Potenza | 1 – 1 | Fidelis Andria |  |

| 30 aprile 1989 30ª giornata | Chieti | 3 – 0 | Potenza |  |

| 14 maggio 1989 31ª giornata | Potenza | 1 – 0 | Gubbio |  |

| 21 maggio 1989 32ª giornata | Celano | 3 – 2 | Potenza |  |

| 28 maggio 1989 33ª giornata | Potenza | 1 – 0 | Riccione |  |

| 4 giugno 1989 34ª giornata | Trani | 0 – 0 | Potenza |  |